# Suministro nervioso del brazo humano

La inervación cutánea se refiere al área de la piel que es suministrada por un nervio específico. 
Los textos modernos están de acuerdo sobre qué áreas de la piel están servidas por qué nervios, pero hay pequeñas variaciones en algunos de los detalles. Los límites designados por los diagramas de la edición de 1918 de Gray's Anatomy, que se proporcionan a continuación, son similares pero no idénticos a los generalmente aceptados hoy en día. 

## Brazo y hombro
- Nervios supraclaviculares (amarillo)
- Nervio axilar (azul). También nervio cutáneo lateral superior del brazo .
- Nervio cutáneo lateral inferior del brazo : área "axilar" casi azul, pero en realidad se ramifica desde el nervio radial. La mayoría de las fuentes modernas distinguen entre superior e inferior, pero algunas aún incluyen un solo "nervio cutáneo braquial lateral". )
- Nervio intercostobraquial (púrpura)
- Nervio cutáneo medial del brazo (amarillo): etiquetado como "cutáneo braquial medial".
- Nervio cutáneo posterior del brazo (rosa): no se distingue explícitamente del nervio cutáneo posterior del antebrazo en el diagrama, pero a menudo se distingue en la terminología moderna

## Antebrazo
- Nervio cutáneo lateral del antebrazo (púrpura) - etiquetado como "antebrach lat. corte". . Rama del nervio musculocutáneo .
- Nervio cutáneo medial del antebrazo (verde) - etiquetado como "antebrach medial. cutáneo". Rama del cordón medial .
- Nervio cutáneo posterior del antebrazo (rosa): etiquetado como "antebrach dorsal. corte". Rama del nervio radial.

## Mano
- Rama superficial del nervio radial (rosa) - rama digital dorsal
- Nervio mediano (amarillo) - rama digital palmar
- Rama superficial del nervio cubital (azul) - rama digital palmar